# Sphagnum chi-chiense
Sphagnum chi-chiense är en bladmossart som beskrevs av H. Crum 1994. Sphagnum chi-chiense ingår i släktet vitmossor, och familjen Sphagnaceae. Inga underarter finns listade i Catalogue of Life.